# Liste der Geschwindigkeitsrekorde
Ein Geschwindigkeitsrekord ist das Erreichen einer bis zu diesem Zeitpunkt und auf das betrachtete Objekt bezogenen noch nicht erreichten Geschwindigkeit. Geschwindigkeitsrekorde werden sowohl für Lebewesen (Menschen, Tiere) als auch für technische Objekte (z. B. Züge, Autos, Flugzeuge, Schiffe usw.) gemessen und dokumentiert. Die Ratifizierung eines Rekords obliegt den dafür verantwortlichen internationalen Organisationen, die auch die Reglements für die Anerkennung der Gültigkeit der Rekorde vorschreiben.
Die weltweit höchste Geschwindigkeit je Kategorie nach gleichen Regeln wird Geschwindigkeitsweltrekord genannt. Weltrekorde aller Art werden im Guinnessbuch geführt. Geschwindigkeitsrekorde werden aber zum Beispiel auch nach regionalen Kriterien, nach Altersgruppe oder nach Gewichtskategorien erzielt.

## Von Menschen durch Muskelkraft (Auswahl)
Durch Muskelkraft ohne Unterstützung durch einen Motor direkt am Rekordgefährt erzielte Geschwindigkeitsrekorde:
| Datum         | Geschwindigkeit | Fortbewegung                       | Name                   | Ort                                             | Bemerkungen |
| ------------- | --------------- | ---------------------------------- | ---------------------- | ----------------------------------------------- | --- |
| 16. Sep. 2018 | 296,01 km/h     | Fahrrad im Windschatten            | Denise Mueller-Korenek | Lake Bonneville                                 | hinter einem Dragster-Spezialfahrzeug mit großer Windschutzhaube aufgestellt                                                         |
| 20. Juli 1985 | 245,078 km/h    | Fahrrad im Windschatten            | John Howard            | Lake Bonneville                                 | hinter Spezialfahrzeug mit großer Windschutzhaube aufgestellt                                                                        |
| 17. Sep. 2016 | 144,17 km/h     | Vollverkleidetes Liegerad          | Todd Reichert          | Nevada                                          | Weltrekord über 200 Meter ohne Windschutz in der Ebene                                                                               |
| 29. Aug. 1986 | 82,54 km/h      | Vollverkleidetes Fahrrad (Faltrad) | Jim Glover             | International Human Powered Speed Championships | Weltrekord über 200 Meter (fliegender Start) ohne Windschutz in der Ebene für Fahrräder mit konventioneller, aufrechter Sitzposition |
| 6. Dez. 2013  | 77,03 km/h      | Bahnrad                            | François Pervis        | Aguascalientes                                  | Weltrekord über 200 m (fliegender Start)                                                                                             |
| 15. Feb. 2020 | 54,80 km/h      | Eisschnelllauf                     | Pawel Kulischnikow     | Salt Lake City                                  | Weltrekord über die 1000-m-Distanz                                                                                                   |
| März 2022     | 103 km/h        | Eisschnelllauf im Windschatten     | Kjeld Nuis             | Savalen-See, Norwegen                           | hinter PKW mit Spezialanhänger und großer Windschutzhaube aufgestellt                                                                |
| 16. Aug. 2009 | 44,72 km/h      | Lauf                               | Usain Bolt             | Berlin                                          | 100-Meter-Lauf zum Weltrekord in 9,58 s bei den Leichtathletik-Weltmeisterschaften 2009 (Spitzengeschwindigkeit)                     |

## Von Menschen durch Nutzung der Naturkräfte (ohne Eigenantrieb des Fahrzeugs)

### Ausnutzung der Hangneigung

#### Ski
- Die heutigen Weltrekorde im Geschwindigkeitsskifahren liegen bei 255,500 km/h für Männer (2023, Simon Billy in Vars) und 247,038 km/h für Frauen (2016, Valentina Greggio in Vars). Der Geschwindigkeitsrekord für Skifahren auf Sand beträgt 92,2 km/h.[4]

#### Schlitten
- Der britische Motorradrennfahrer Guy Martin fuhr 134,364 km/h auf einem Schlitten.[5]

#### Mountainbike
- 2022: 167,6 km/h, auf Sand und Geröll, Markus Stöckl, Atacama-Wüste[6]
- 2007: 210,4 km/h, auf Schneepiste, Markus Stöckl, Anden

#### Vierrad / Quadracycle
- Der britische Motorradrennfahrer Guy Martin fuhr 137,779 km/h in einem Quadracycle.[5]

### Ausnutzung des Windes

#### Mit beweglichem Segel: Windsurfen
Antoine Albeau hielt den Weltrekord für das schnellste segelbetriebene Wasserfahrzeug als Windsurfer seit dem 6. März 2008 mit 49,09 kn (90,91 km/h). Dieses Ergebnis konnte er am 14. November 2012 bei der Lüderitz Speed Challenge nochmals übertreffen. Mit 50,62 kn (93,75 km/h) steht Albeau wieder an der Spitze, nachdem kurz zuvor Anders Bringdal erstmals die 50-kn-Marke als Windsurfer durchbrochen hat.
Abermals konnte Albeau seinen eigenen Rekord am 2. November 2015 wiederum in Lüderitz in Namibia auf 53,27 kn (98,66 km/h) verbessern.

#### Mit beweglichem Segel: Kitesurfen
Der am 16. Juni 1971 in Boston geborene US-Amerikaner Robert „Rob“ Douglas hält seit dem 13. Oktober 2010 mit 55,65 kn (103,06 km/h) den Weltrekord für das schnellste segelbetriebene Wasserfahrzeug als Kitesurfer.

#### Mit beweglichem Windsurfsegel: Eissurfen
Am 6. Januar 1996 stellte Uwe Michelchen von eissurfen.de als erster Windsurfer mit einem Surfsegel auf Eis über 105 km/h bzw. 56,7 Knoten einen neuen Weltrekord auf. Die Messstrecke 100 Meter wurde mit Videocontrol gemessen.

#### Mit starr mit dem Rumpf verbundenem Segel
Die Vestas Sailrocket 2 erzielte am 18. November 2012 mit einer Durchschnittsgeschwindigkeit von 55,32 kn (102,45 km/h) über eine Seemeile und am 24. November mit 65,45 kn (121,12 km/h) über 500 m jeweils Weltrekorde für das schnellste segelbetriebene Wasserfahrzeug.
Segelfahrzeuge an Land
Mit dem Land- oder Strandsegler Greenbird aus England erzielte am 26. November 2009 auf dem Ivanpah Dry Lake in Kalifornien den Geschwindigkeitsrekord von 126,2 mph (203 km/h). Das dreirädrige Fahrzeug mit 700 kg seitlichem Ballast fuhr dabei 3- bis 5-mal schneller als der Wind. Dieser Rekord wurde am 11. Dezember 2022 von Glenn Ashby mit 222,42 km/h überboten.

## Mit motorisiertem Antrieb des Fahrzeugs

### Mit vorgegebener Fahrspur: Schienenfahrzeuge – (Auswahl)
| Datum              | Geschwindigkeit | Bezeichnung           | Fahrzeugart                                     | Land           | Bemerkungen |
| ------------------ | --------------- | --------------------- | ----------------------------------------------- | -------------- | --- |
| 28. Oktober 1903   | 210,2 km/h      | —                     | Drehstromschnelltriebwagen von AEG und Siemens  | Deutschland    | Rekord im Rahmen von Schnellfahrversuchen der Studiengesellschaft für Elektrische Schnellbahnen (ST.E.S.) bei Berlin                                |
| 21. Juni 1931      | 230,0 km/h      | Schienenzeppelin      | Propellerzug angetrieben durch Benzin-Flugmotor | Deutschland    | Ging wegen technischer Probleme nie in Serie |
| 11. Mai 1936       | 200,4 km/h      | BR 05 002             | Dampflokomotive                                 | Deutschland    | Zweifelsfrei dokumentierter Geschwindigkeitsweltrekord für Dampflokomotiven                                                                         |
| 03. Juli 1938      | 201,2 km/h      | Mallard               | Dampflokomotive                                 | Großbritannien | Inoffizieller Geschwindigkeitsweltrekord für Dampflokomotiven, jedoch sind die Geschwindigkeitsangaben der Rekordfahrt wahrscheinlich etwas zu hoch |
| 26. Februar 1981   | 381,0 km/h      | TGV (Nr. 16)          | Hochgeschwindigkeitszug                         | Frankreich     | Geschwindigkeitsweltrekord |
| 01. November 1987  | 238,0 km/h      | Intercity-125         | Hochgeschwindigkeitszug                         | Großbritannien | Geschwindigkeitsrekord für Dieseltriebzüge |
| 01. Mai 1988       | 406,9 km/h      | InterCityExperimental | Hochgeschwindigkeitszug                         | Deutschland    | Geschwindigkeitsrekord |
| 18. Mai 1990       | 515,3 km/h      | TGV (Atlantique)      | Hochgeschwindigkeitszug                         | Frankreich     | Geschwindigkeitsweltrekord |
| 12. Juni 2002      | 254,0 km/h      | Talgo XXI             | spurweiten-variabler Neigezug                   | Spanien        | Geschwindigkeitsweltrekord für dieselbetriebene Triebwagenzüge                                                                                      |
| 02. September 2006 | 357,0 km/h      | ÖBB 1216 050          | Elektrolokomotive                               | Deutschland    | Geschwindigkeitsweltrekord für Lokomotiven |
| 03. April 2007     | 574,8 km/h      | TGV (V150)            | modifizierter Hochgeschwindigkeitszug           | Frankreich     | Geschwindigkeitsweltrekord für modifizierte Triebwagenzüge und für das Rad-Schiene-System                                                           |
| 03. Dezember 2010  | 486,1 km/h      | CRH 380A              | Hochgeschwindigkeitszug                         | China          | Geschwindigkeitsweltrekord für Serientriebwagenzüge                                                                                                 |
| 21. April 2015     | 603,0 km/h      | Shinkansen L0         | Magnetschwebebahn                               | Japan          | Geschwindigkeitsweltrekord |

### Ohne vorgegebene Fahrspur mit Bodenkontakt auf fester Oberfläche

#### Mehrspurige Fahrzeuge – (Auswahl)
Für die allgemeine Anerkennung eines Geschwindigkeitsrekordes eines technischen Objektes kann die Erfüllung nationaler oder internationaler Regeln notwendig sein. So soll z. B. der Amerikaner Stan Barrett am 17. Dezember 1979 mit seinem Raketenauto Budweiser Rocket als erster Mensch die Schallmauer mit einem Landfahrzeug durchbrochen haben. Doch u. a. aufgrund von Abweichungen von den Regeln des internationalen Automobilverbandes FIA zur Erzielung von Landgeschwindigkeitsrekorden wurde dieser Rekord nie offiziell anerkannt.
| Datum         | Geschwindigkeit         | Fahrzeug(name)                         | Fahrer                      | Ort                                                        | Bemerkungen |
| ------------- | ----------------------- | -------------------------------------- | --------------------------- | ---------------------------------------------------------- | --- |
| 18. Dez. 1898 | 62,780 km/h             | Jeantaud Duc                           | Gaston de Chasseloup-Laubat | Belgien                                                    | Elektroauto, erster dokumentierter Geschwindigkeitsrekord eines Automobils |
| 29. Apr. 1899 | 105,882 km/h            | La Jamais Contente                     | Camille Jenatzy             | Achères bei Paris (F)                                      | Elektroauto, zwei Postel-Vinay 25-kW-Motoren (200 Volt und 124 Ampere) |
| 26. Jan. 1906 | 205,440 km/h            | Stanley Rocket Steamer                 | Fred Marriott               | Ormond Beach, Daytona Beach Road Course (USA)              | Dampfwagen |
| 23. Apr. 1911 | 228,100 km/h            | Blitzen-Benz                           | Bob Burman                  | Daytona Beach (USA)                                        | Durchschnittsgeschwindigkeit auf einem fliegenden Kilometer von 228,1 km/h (21,5 Liter Hubraum und 200 PS)                                                                        |
| 23. Mai 1928  | 238,000 km/h            | Opel RAK2                              | Fritz von Opel              | AVUS, Berlin (D)                                           | Raketenauto, Antrieb durch 24 Pulverraketen |
| 28. Jan. 1938 | 432,700 km/h            | Mercedes-Benz W 125                    | Rudolf Caracciola           | Autobahn Frankfurt – Darmstadt (Deutschland)               | Rekord in der Hubraumklasse zwischen 5000 und 8000 cm³ |
| 23. Okt. 1970 | 1001,667 km/h           | Blue Flame                             | Gary Gabelich               | Bonneville Salt Flats (Utah, USA)                          | Raketenauto, erstes Auto über 1000 km/h |
| 17. Dez. 1979 | 1190,000 km/h           | Budweiser Rocket                       | Stan Barrett                | Rogers Dry Lake, Edwards Air Force Base (Kalifornien, USA) | Raketenauto, Rekord nicht offiziell anerkannt, weil entgegen den Richtlinien der FIA das Fahrzeug u. a. nur drei Räder besaß und die Strecke nur in einer Richtung befahren wurde |
| 15. Okt. 1997 | 1227,985 km/h           | ThrustSSC                              | Andy Green                  | Black Rock Desert (Nevada, USA)                            | Strahlgetriebenes Auto, das als erstes Landfahrzeug der Welt anerkanntermaßen die Schallmauer durchbrach. Derzeitiger Geschwindigkeitsweltrekord für Landfahrzeuge                |
| 18. Okt. 2001 | 737,794 km/h            | Turbinator                             | Don Vesco                   | Bonneville Salt Flats (Utah, USA)                          | Schnellstes radangetriebenes Auto mit Gasturbine |
| 23. Aug. 2006 | 563,418 km/h            | JCB Dieselmax                          | Andy Green                  | Bonneville Salt Flats (Utah, USA)                          | Schnellstes radangetriebenes Auto mit Dieselmotor (2 × 750 PS) |
| 26. Sep. 2008 | 669,319 km/h            | Burklands’ 411 Streamliner             | Tom Burkland                | Bonneville Salt Flats (Utah, USA)                          | Schnellstes radangetriebenes Auto mit Verbrennungsmotor und Motoraufladung |
| 25. Aug. 2009 | 225,055 km/h            | Inspiration streamliner                | Charles Burnett III         | Rogers Dry Lake, Edwards Air Force Base (Kalifornien, USA) | Schnellstes dampfangetriebenes Auto |
| 25. Sep. 2009 | 487,433 km/h            | Buckeye Bullet 2.0 streamliner         | Roger Schroer               | Bonneville Salt Flats (Utah, USA)                          | Schnellstes Auto mit Wasserstoffantrieb über eine Brennstoffzelle |
| 21. Sep. 2010 | 666,776 km/h            | „Spirit of Rett“ streamliner           | Charles E. Nearburg         | Bonneville Salt Flats (Utah, USA)                          | Schnellstes radangetriebenes Auto mit Verbrennungsmotor ohne Motoraufladung |
| 26. Feb. 2014 | 435,31 km/h             | Hennessey Venom GT                     | Brian Smith                 | NASA-Landeplatz (USA)                                      | Schnellster Roadster mit Straßenzulassung |
| 19. Sep. 2016 | 549,4 km/h              | Venturi Buckeye Bullet 3.0 streamliner | Roger Schroer               | Bonneville Salt Flats (Utah, USA)                          | Schnellstes Auto mit Elektroantrieb (Elektroauto) |
| 4. Nov. 2017  | 446,97 km/h             | Koenigsegg Agera RS                    | Niklas Lilja                | Pahrump (Nevada, USA)                                      | Schnellstes radangetriebenes Auto mit Straßenzulassung |
| 4. Nov. 2017  | 457,49 km/h             | Koenigsegg Agera RS                    | Niklas Lilja                | Pahrump (Nevada, USA)                                      | Höchste Geschwindigkeit auf einer öffentlichen Straße |
| 2. Aug. 2019  | 490,48 km/h             | Bugatti Chiron Super Sport 300+        | Andy Wallace                | VW-Testgelände Ehra-Lessien (Deutschland)                  | Schnellstes Auto mit Straßenzulassung; es handelt sich hierbei jedoch um einen Prototyp und kein Serienfahrzeug                                                                   |
| 7. Nov. 2023  | 275,74 km/h (rückwärts) | Rimac Nevera                           |                             | Automotive Testing Papenburg (Deutschland)                 | Schnellstes rückwärts fahrendes Auto |

#### Einspurige Fahrzeuge (Motorräder) – (Auswahl)
| Datum         | Geschwindigkeit | Fahrzeug(name)                 | Fahrer             | Ort                                        | Bemerkungen |
| ------------- | --------------- | ------------------------------ | ------------------ | ------------------------------------------ | --- |
| 16. Juni 1909 | 122,16 km/h     | NLG                            | W. E. Cook         | Brooklands (USA)                           | 944 cm³ Peugeot–V–2; erster gezeiteter Weltrekord                                                                                                  |
| 14. Apr. 1920 | 166,50 km/h     | Indian-Bahnrennmaschine        | Ernest Walker      | Daytona (USA)                              | 60,92 cubic inch (998 cm³-Motor) |
| 25. Aug. 1928 | 200,56 km/h     | Zenith-J.A.P.                  | Owen Baldwin       | Arpajon (Frankreich)                       | 998 cm³ JAP–V–2; erstmals offiziell über 200 km/h                                                                                                  |
| 31. Aug. 1930 | 220,99 km/h     | OEC-Temple                     | Joseph S. Wright   | Arpajon (Frankreich)                       | 998 cm³ JAP–V–2; erstmals über den inoffiziellen, seit 1909 bestehenden Rekord von Glenn Curtiss mit seiner Curtiss V8; Rekord ohne Motoraufladung |
| 21. Okt. 1937 | 274,181 km/h    | Gilera Rondine                 | Piero Taruffi      | Brescia (Italien)                          | 492 cm³ Gilera-Vierzylinder mit Kompressor; einziger Rekord für italienischen Hersteller                                                           |
| 28. Nov. 1937 | 279,503 km/h    | BMW WR 500                     | Ernst Jakob Henne  | Autobahn Frankfurt–Darmstadt (Deutschland) | vollverkleidete 500-cm³-Kompressor-BMW; der Rekord bestand 14 Jahre                                                                                |
| 12. Apr. 1951 | 290,000 km/h    | NSU Delphin I                  | Wilhelm Herz       | Autobahn München–Ingolstadt (Deutschland)  | 500-cm³-NSU mit Kompressor, 110 PS |
| 2. Juli 1955  | 297,640 km/h    | Vincent Black Lightning        | Russel Wright      | Swannanoa (Neuseeland)                     | vollverkleidete 998-cm³-Vincent Black Lightning |
| 2. Aug. 1956  | 304,000 km/h    | NSU Delphin III                | Wilhelm Herz       | Bonneville Salt Flats (USA)                | 350-cm³-NSU mit Kompressor, 75 PS |
| 4. Aug. 1956  | 339,000 km/h    | NSU Delphin III                | Wilhelm Herz       | Bonneville Salt Flats (USA)                | 500-cm³-NSU mit Kompressor, 110 PS |
| 6. Sep. 1956  | 345,000 km/h    | Triumph Streamliner (1956)     | Johnny Allen       | Bonneville Salt Flats (USA)                | 650-cm³-Triumph-Thunderbird ohne Kompressor, 80 PS; Rekord nicht anerkannt von der FIM.                                                            |
| 9. Sep. 1962  | 361,410 km/h    | Dudek Triumph Streamliner      | William A. Johnson | Bonneville Salt Flats (USA)                | 667-cm³-Triumph |
| 17. Sep. 1970 | 405,250 km/h    | „Big Red“-Yamaha               | Don Vesco          | Bonneville Salt Flats (USA)                | 2 × 350-cm³-Yamaha |
| 16. Okt. 1970 | 427,250 km/h    | Harley-Davidson Streamliner    | Cal Rayborn        | Bonneville Salt Flats (USA)                | 1460-cm³-Harley-Davidson |
| 25. Sep. 2010 | 605,697 km/h    | Top Oil-Ack Attack streamliner | Rocky Robinson     | Bonneville Salt Flats (USA)                | Zwei Suzuki-Motoren mit zusammen 2600 cm³ |

### Auf flüssiger Oberfläche: Wasserfahrzeuge
Unterschieden wird nach dem Antrieb: Wind-, Propeller- oder Düsengetrieben. Schnellster Motorbootfahrer ist Ken Warby aus Australien. Er fuhr am 8. Oktober 1978 mit seiner düsengetriebenen Spirit of Australia 317,60 mph (511,13 km/h). Schnellster Fahrer eines propellergetriebenen Bootes ist der US-Amerikaner Roy Duby. Er fuhr am 17. April 1962 mit der „Miss U. S. 1“ 200,419 mph (322,54 km/h) auf dem Lake Guntersville.

### Unterwasserfahrzeuge
- Jagd-U-Boote: Projekt 971, 33 kn (61,1 km/h)
- Atom-U-Boote: Projekt 941, 25 kn (46,3 km/h)

### Ohne Bodenkontakt: Luftfahrzeuge
| Datum          | Geschwindigkeit           | Pilot                       | Fahrzeug(typ)            | Bemerkungen                                                                                        |
| -------------- | ------------------------- | --------------------------- | ------------------------ | -------------------------------------------------------------------------------------------------- |
| 02. Okt. 1941  | 1003,67 km/h              | Heini Dittmar               | Me 163 V4                | 1941 inoffizieller Geschwindigkeitsweltrekord mit einem Raketenflugzeug                            |
| 14. Okt. 1947  | 1080 km/h                 | Charles Yeager              | Bell X-1                 | „Chuck“ Yeager durchbricht (offiziell) als erster Mensch die Schallmauer mit einem Raketenflugzeug |
| 09. April 1960 | 877,212 km/h1             | Iwan Suchomlin              | Tupolew Tu-114           | Schnellstes Turboprop-Passagier-Propellerflugzeug                                                  |
|                | 930 km/h                  | unbekannt                   | Tupolew Tu-95PZ          | Schnellstes Turboprop-Propellerflugzeug (strategischer Bomber), nicht offizieller Rekord           |
| 03. Okt. 1967  | 7274 km/h                 | William John Knight         | North American X-15      | Geschwindigkeitsrekord für ein bemanntes Flugzeug                                                  |
| 22. Juni 1975  | 2683 km/h                 | Swetlana Sawizkaja          | Mikojan-Gurewitsch E-133 | Geschwindigkeitsrekord für Frauen                                                                  |
| 28. Juli 1976  | 3529 km/h                 | Eldon Joersz, George Morgan | Lockheed SR-71           | Geschwindigkeitsrekord für Strahlflugzeuge                                                         |
| 11. Aug. 1986  | 400,87 km/h               | Trevor Egginton             | Lynx AH MK.1             | Geschwindigkeitsrekord für Hubschrauber.                                                           |
| 21. Aug. 1989  | 850,26 km/h               | Lyle Shelton                | F8F-2 Bearcat            | Schnellstes kolbenmotorgetriebenes Flugzeug                                                        |
| 16. Nov. 2004  | Mach 9,6 etwa 11.850 km/h | (unbemannt)                 | X-43                     | Geschwindigkeitsrekord für Flugzeuge mit Staustrahltriebwerk                                       |
| 07. Juni 2013  | 472,3 km/h                | Hervé Jammayrac             | Eurocopter X3            | Geschwindigkeitsrekord für Flugschrauber                                                           |

1 Auf einer Strecke von 5000 km, mit einer beförderten maximalen Nutzlast von 25.000 kg.

### Ohne Atmosphäre: Raumfahrzeuge
Siehe auch Rekorde der bemannten Raumfahrt.
Mit Raumschiffen wurden die höchsten von Menschen erreichten Geschwindigkeiten erzielt.
| Datum                           | Geschwindigkeit | Fahrzeug(typ)                            | Pilot                                 | Bemerkungen |
| ------------------------------- | --------------- | ---------------------------------------- | ------------------------------------- | --- |
| 26. Mai 1969                    | 39.897 km/h     | Apollo-Raumschiff CM-106 „Charlie Brown“ | Tom Stafford John Young Eugene Cernan | Im Rahmen der Apollo-10-Mission auf dem Rückflug vom Mond zur Erde                                                                         |
| 10. Dez. 1974 bis 16. März 1986 | 252.792 km/h    | Helios 1 und 2                           | (unbemannt)                           | Relativ zur Sonne |
| 28. Feb. 2007                   | 83.600 km/h     | New Horizons                             | (unbemannt)                           | Geschwindigkeitszuwachs von 3890 m/s nach Vorbeiflug am Jupiter.                                                                           |
| 11. Nov. 2021                   | 586.800 km/h    | Parker Solar Probe                       | (unbemannt)                           | Weitere Beschleunigung durch Gravity-Assist im August 2023 und November 2024 geplant, voraussichtliche Endgeschwindigkeit ca. 692.000 km/h |

## Sonstige technische Geschwindigkeitsrekorde
- 2003: Bewegung der Papierbahn mit 115 km/h bei der Herstellung von Zeitungsdruckpapier durch eine Voith PM 1 bei Rhein Papier in Hürth

## Tiere
| Art                                                       | Geschwindigkeit  | Bemerkungen |
| --------------------------------------------------------- | ---------------- | --- |
| Vogel Wanderfalke                                         | 345 bis 360 km/h | im Sturzflug |
| Vogel Mauersegler                                         | 180 km/h         | im Segelflug |
| Vogel Brieftaube                                          | 177 km/h         | im Flug |
| Vogel Afrikanischer Strauß                                | bis zu 72 km/h   | am Boden laufend |
| Säugetier Gabelbock (an Land)                             | bis zu 92 km/h   | auf längere Distanz |
| Säugetier Gepard (an Land)                                | 112 km/h         | nur im Sprint, auf kurzer Strecke |
| Säugetier Schwertwal (unter Wasser)                       | 55 bis 65 km/h   | |
| Säugetier Delfin (unter Wasser)                           | 46 km/h          | |
| Säugetier Fledermaus (in der Luft)                        | 50 km/h          | |
| Reptil Schwarze Mamba                                     | 19 km/h          | |
| Amphibie Pilzzungensalamander (Bolitoglossa altamazonica) | 24 km/h          | |
| Fisch Fächerfisch                                         | 109 km/h         | Umstritten, laut neueren Untersuchungen eher 45 km/h |
| Fisch Gelbflossen-Thun                                    | 72 km/h          | |
| Fisch Lachs                                               | 39 km/h          | |
| Fisch Blauhai                                             | 36 km/h          | |
| Insekt (Austrophlebia costalis), (Libelle)                | 58 km/h          | |
| Insekt Totenkopfschwärmer                                 | 54 km/h          | (entspricht bis zu 300 Körperlängen pro Sekunde) |
| Insekt Rinderbremse                                       | 22 km/h          | (entspricht bis zu 300 Körperlängen pro Sekunde) |
| Insekt Maikäfer                                           | 11 km/h          | |
| Schnecke Seeschmetterlinge (unter Wasser)                 | 0,72 km/h        | |
| Schnecke Garten-Wegschnecke (an Land)                     | 0,005 km/h       | |
| Spinnentier Walzenspinne                                  | 16 km/h          | |
| Bakterie (Bdellovibrio bacteriovorus)                     | 0,00036 km/h     | (Diese Art kann das 50fache ihrer Körperlänge (0,002 mm) in der Sekunde zurücklegen. Die Geschwindigkeit entspräche 320 km/h, wenn diese Art menschliche Größe hätte.) |